# Christoph van Roggendorf
Christoph van Roggendorf ( 19 november 1511 - na 1585), was de zoon van Wilhelm van Roggendorf (1481-1541) en Elizabeth van Oettingen. Hij was een Oostenrijkse edelman en voerde de titels graaf, heer van Condé en baron van Ronse. Rond 1540 huwde hij met Elisabeth van Mansfeld-Vorderort (ca. 1517-1541) en kregen samen twee kinderen.
Christoph van Roggendorf was kapitein van de Duitse wacht en vocht in dienst van keizer Karel V. Hij vocht tegen de Moren in Spanje, tegen de Turken in Hongarije sinds de oorlogsverklaring tegen Ottomanen in 1533 en tegen de Fransen in Picardië, Champagne en Lotharingen.
Maar nadat de keizer tegen hem inging bij een erfeniskwestie tegen Anne van Rubempré, burggravin van Montenaken, liep hij over naar de Ottomanen. Hij verhuisde naar Istanboel en trad in dienst van sultan Süleyman I. Maar aangezien hij zich niet wilde bekeren tot de islam en daardoor niet in aanmerking kwam voor belangrijke posten, veranderde Christoph weer van kamp.
Hij eindigde zijn actieve carrière als geëerd bevelhebber en diplomaat onder de Franse koningen Hendrik II en Karel IX.